# Fetești
Fetești (pronunciació en romanès: [feˈteʃtʲ]) és una ciutat del comtat d'Ialomița, Muntènia (Romania). Es troba a la plana de Bărăgan, a la branca de Borcea del Danubi. Fetești té la segona població més gran a Ialomița, després de Slobozia.
El 1895 es va construir el pont ferroviari del rei Carol I a través del Danubi fins a Cernavodă. Se'n va construir un de nou als anys vuitanta com a part de la carretera A2 Bucarest - Constanța.
L'assentament de Fetești es va esmentar per primera vegada l'any 1528, en un document publicat pel governant de Valàquia, Radu d'Afumați. El 1868 Fetești es va convertir en una comuna, el 1934 una ciutat i 61 anys després, el 1995, va assolir la condició de municipi. Amb el pas del temps, Fetești ha evolucionat cap a una important cruïlla i centre industrial.
Segons el cens del 2011, la població del municipi de Fetești ascendeix a 30.217 habitants, respecte al cens anterior del 2002, quan es registraven 33.294 habitants. La majoria dels habitants són romanesos (83,63%), amb una minoria de gitanos (5,4%). Per al 10,8% de la població, es desconeix l’ètnia. Des del punt de vista confessional, la majoria de la població és ortodoxa (88,1%). Per al 10,79% de la població, no es coneix l’afiliació confessional.
La ciutat es compon de quatre barris: Fetești-Oraș, Fetești-Gară, Buliga i Vlașca; formalment, els tres últims són pobles separats. Fetești-Gară té una població de més de 20.000 habitants i es considera el centre de Fetești.